# Melocactus levitestatus

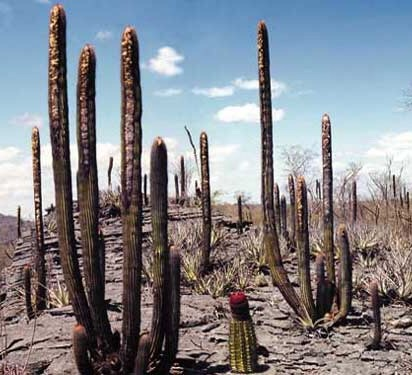
Melocactus levitestatus mit rotem Cephalium zwischen Micranthocereus dolichospermaticus, Serra do Ramalho, Bahia, Brasilien

Melocactus levitestatus ist eine Pflanzenart aus der Gattung Melocactus in der Familie der Kakteengewächse (Cactaceae). Das Artepitheton levitestatus leitet sich von den lateinischen Worten levis für ‚glatt‘ sowie testatus für ‚mit einer Testa‘ ab und verweist auf die ziemlich glatte Samenschale der Art.

## Beschreibung
Melocactus levitestatus wächst mit hell graugrünen bis dunkelgrünen, niedergedrückt kugelförmigen bis zylindrischen Trieben, die bei Durchmessern von 14 bis 30 Zentimetern Wuchshöhen von 15 bis 68 Zentimeter erreichen. Es sind neun bis 15 scharfkantige Rippen vorhanden. Die bräunlich roten und grau übertönten Dornen sind bei Sämlingen gelegentlich gehakt. Die ein bis sechs Mitteldornen sind aufsteigend und 1,7 bis 3,3 Zentimeter lang. Einige von ihnen sind gelegentlich abwärts gebogen. Die 2,2 bis 3,3 Zentimeter langen sieben bis zehn Randdornen sind stark zurückgebogen. Das aus leuchtend roten Borsten bestehende Cephalium wird bis zu 18 Zentimeter hoch und weist Durchmesser von 7 bis 12 Zentimeter auf.
Die einheitlich roten oder nur an der Außenseite roten und Innen tief magentafarbenen Blüten sind 2 bis 2,7 Zentimeter lang und weisen Durchmesser von 0,6 bis 0,9 Zentimeter auf. Die reinweißen oder hell rosafarbenen, keulenförmigen Früchte sind 1,2 bis 2,4 Zentimeter lang.

## Verbreitung, Systematik und Gefährdung
Melocactus levitestatus ist in Brasilien im Süden und Westen des Bundesstaates Bahia und im nördlichen bis mittleren Teil von Minas Gerais verbreitet.
Die Erstbeschreibung erfolgte 1973 durch Albert Frederik Hendrik Buining und Arnold J. Brederoo (1917–1999).
In der Roten Liste gefährdeter Arten der IUCN wird die Art als „Least Concern (LC)“, d. h. als nicht gefährdet geführt.

## Nachweise